# سعيد إسماعيلوف
سعيد إسماعيلوف (بالأوكرانية: Сергій Валерійович Ісмагілов)‏؛ (9 أغسطس 1978) هو أحد الشخصيات الإسلامية البارزة في أوكرانيا، ومفتي الإدارة الدينية لمسلمي أوكرانيا، وأحد القادة المسلمين فيها، وهو عالم أوكراني متخصص في الدراسات الإسلامية، وعضو في خلية دونيتسك الإقليمية للجمعية الأوكرانية للباحثين الدينيين (UARR)، ورئيس المنظمة العامة الأوكرانية "المركز الأوكراني للدراسات الإسلامية"، ورئيس الجالية المسلمة "نور" في مدينة دونيتسك، وعضو الهيئة العامة "الأمل" لمدينة دونيتسك، وعضو مجلس إدارة مركز الدراسات الدينية والعلاقات الروحية الدولية، وعضو مجلس المنظمات الدينية في منطقة دونيتسك، ومحاضر في اللاهوت والدين في المعهد الإسلامي الأوكراني (2001-2002).